# Букова земля
«Букова земля» — роман-панорама української письменниці Марії Матіос, виданий у 2019 році. Роман є екскурсом в історичне минуле Буковини та охоплює 225 років, з кінця XVIII століття і до 2014 року, через призму історій п'яти родин.    

## Опис
Авторка Марія Матіос означила жанр книги як роман-панорама. Події розгортаються на Буковині, а також у Відні, Берліні, Бухаресті, Москві та Берні. Також до роману включено сюжет зі Станиці Луганської літа 2014 року.

## Історія створення
За словами Матіос, «Букова земля» — це квінтесенція 35-річної творчості, це здійснені потуги «історичного крота». «І той, кому цікаво читати, і не просто гойдатися на хвилях емоцій і пристрастей, а й споживати інтелектуальну інформацію, а також знаходити відповіді про наше завтрашнє, нишпорячи лабіринтами нашого вчорашнього, — тому, знаю, не буде важко носити в сумці чи тримати на столі цей півторакілограмовий фоліант, в якому вмістилося понад 550 персонажів і 225 років європейської історії», — переконана письменниця.   
На створення книги у авторки пішло 9 років.
Зі збором історичних фактів до роману Марії Матіос допомагав історик, почесний консул Австрії в Чернівцях Сергій Осачук.
Дизайн обкладинки створила Галина Букша.

## Нагороди
Перемога в номінації «Сучасна українська проза» на Всеукраїнському рейтингу «Книжка року 2019».
Корона «Дня» (2020).

## Видання
- Матіос М. Букова земля. Київ : А-БА-БА-ГА-ЛА-МА-ГА, 2019. 928 с.